# Quercus brandegeei
Quercus brandegeei là một loài thực vật có hoa trong họ Cử. Loài này được Goldman miêu tả khoa học đầu tiên năm 1916.